# 韋托 (密西西比州)
韋托（英語：Veto）是位於美國密西西比州富蘭克林縣的非建制地區。

## 歷史
韋托的郵局於1858年設立，其後於1914年停運。

## 地理
韋托所處的海拔為高於海平面88米（即289英呎），而該地所採用的時區為UTC-6，即北美中部時區（CST）。同時該地設有夏令時間，為UTC-6調快一小時，即UTC-5（CDT）。